# Toshima

Sectorul Toshima pe harta Tokyo

Toshima (豊島区 Toshima-ku?) este un sector special al zonei metropolitane Tōkyō în Japonia.